# Heinz Billing

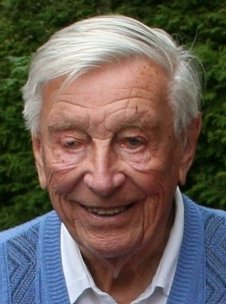
Heinz Billing (2012)

Heinz Billing (* 7. April 1914 in Salzwedel; † 4. Januar 2017 in Garching) war ein deutscher Physiker und Pionier im Bau von Computeranlagen und Datenspeichern sowie bei der Erforschung von Gravitationswellen.

## Leben und Wirken
Sein Vater Walter Billing war Rektor der Mädchenvolksschule in Salzwedel, gründete nach dem Zweiten Weltkrieg die Liberal-Demokratische Partei Deutschlands mit und regierte in Salzwedel als Bürgermeister. Billing gehörte zu den Ersten, die nach dem Zweiten Weltkrieg im Bereich der elektronischen Datenverarbeitung in Deutschland arbeiteten und der sich später auch der Erforschung von Gravitationswellen widmete.
Billing wuchs im elterlichen Haus als Sohn von Helma Billing, geborene Jaritz (* 18. November 1881 in Hadmersleben; † 31. Mai 1955 in Salzwedel), und Walter Billing (* 25. November 1877 in Magdeburg; † 6. Mai 1958 in Salzwedel) am Großen Stegel 55 auf. Die ersten beiden Schulklassen übersprang er. 1932 legte er am Friedrich-Ludwig-Jahn-Gymnasium in Salzwedel sein Abitur ab. Danach studierte er Mathematik und Physik, die ersten beiden Semester in Göttingen und dann in München. Nach dem Mathematik- und Physikstudium wurde er 1938 in München auf dem Gebiet der Kanalstrahlen mit der Gesamtbewertung „summa cum laude“ bei Walther Gerlach promoviert. Im Rahmen dieser Arbeit führte er den von Albert Einstein im Jahre 1922 und später noch einmal 1926 vorgeschlagenen Spiegeldrehversuch durch, mit dem der Welle-Teilchen-Dualismus erneut experimentell bestätigt werden konnte. Zwar hatte Emil Rupp bereits 1926 im Rahmen seiner Habilitationsschrift behauptet, diese experimentelle Bestätigung gefunden zu haben, jedoch stellte sich in den 1930er Jahren heraus, dass Rupp seine experimentellen Daten gefälscht hatte.
Am 3. Oktober 1943 heiratete Billing Anneliese Oetker (* 8. Juli 1921 in Salzwedel; † 31. Dezember 2008 in Garching b. München) in Salzwedel. Aus dieser Ehe gingen drei Kinder hervor, Heiner Erhard Billing (* 18. November 1944 in Göttingen), Dorit Gerda Gronefeld geb. Billing (* 27. Juni 1946 in Göttingen) und Arend Gerd Billing (* 19. September 1954 in Göttingen).
Nach dem zehnsemestrigen Studium bewarb sich Heinz Billing bei der Aerodynamischen Versuchsanstalt (AVA) in Göttingen, um mit dieser Arbeit, wie einst sein Vater, dem Wehrdienst zu entgehen. Sein Vater wurde im Ersten Weltkrieg nicht Soldat und konnte bei der Familie bleiben. Im November 1938 wurde Heinz Billing dann doch zum Wehrdienst einberufen, und zwar zu einem Scheinwerferregiment nach Wolfenbüttel. Er wurde dann aber Anfang 1941 überraschend als UK (= unabkömmlich) gestellt. Das bewirkte sein ehemaliger Institutsdirektor Hans Georg Küssner (1900–1984) von der AVA in Göttingen. Er konnte sich so dem aktiven Wehrdienst entziehen und sich seiner beruflichen Aufgabe widmen.

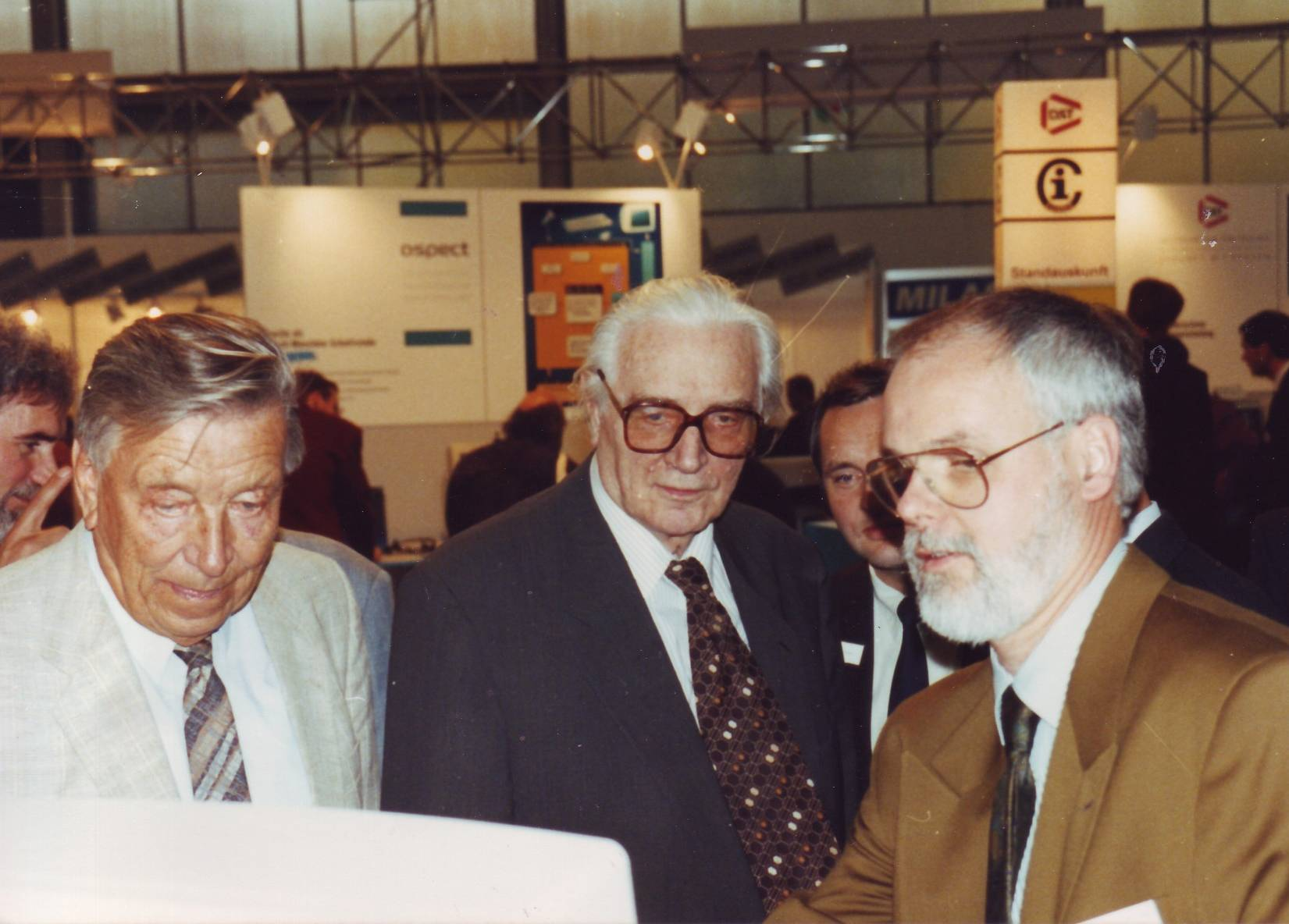
Heinz Billing (links) mit Konrad Zuse (Mitte) auf der Systems '91

Nach dem Zweiten Weltkrieg forschte und arbeitete er am Institut für Instrumentenkunde in der Max-Planck-Gesellschaft, welches auf dem Gelände der AVA in Göttingen angesiedelt war und wo er 1948 einen Magnettrommelspeicher und programmgesteuerte Rechenmaschinen entwickelte. Billing verwendete dafür hauptsächlich Verstärkerröhren. In dieser Zeit erfuhr er von dem neuartigen elektronischen Rechenautomaten ENIAC in den USA und dessen Leistung. 1947 fand ein Austausch mit hochrangigen, englischen Wissenschaftlern und Computerfachleuten aus dem National Physical Laboratory (NPL) in Teddington statt, an dem u. a. John Roland Womersley (1907–1958), Arthur Porter und Alan Turing beteiligt waren. In Form eines Kolloquiums befragten die britischen Fachleute deutsche Wissenschaftler wie Heinz Billing, Konrad Zuse, Alwin Walther und Helmut Schreyer. Billing wurde so das erste Mal mit der Idee der Dualzahlen und der Datenspeicherung konfrontiert. Im Gegensatz zu den Engländern, die mit akustischen Speichern arbeiteten, verwendete Billing ab 1948 für Musikaufnahmen gedachte und auf eine rotierende Trommel geklebte Bänder für Magnetophone, um Zahlen zu speichern.
Nach einem Aufenthalt von einem dreiviertel Jahr an der Universität Sydney wurde er von Werner Heisenberg an das Max-Planck-Institut für Physik in Göttingen geholt, wo er 1952 den ersten Elektronenrechner G1 (Göttingen 1) für den Astronomen Ludwig Biermann entwickelte. Der Rechner konnte zwei Operationen pro Sekunde ausführen und hatte einen Trommelspeicher für 26 Wörter mit jeweils 32 Bit. Später konstruierte er das Nachfolgemodell G2, dessen Planung bereits vor der Fertigstellung des G1 begann, und entwickelte das Modell G3, welches von 1960 bis 1972 in Betrieb war. Die Eingabe erfolgte bei allen drei Rechnern als Dezimalzahlen über eine umgebaute Schreibmaschine, der Rechner übersetzte diese Eingaben in Dualzahlen und gab das Ergebnis wieder in Dezimalzahlen aus. Später wurden Lochstreifen verwendet. Das Modell G3 hatte als Hauptspeicher einen magnetischen Kernspeicher mit einer Zykluszeit von 10 μs, der aus 4096 Worten zu je 42 Bit bestand.

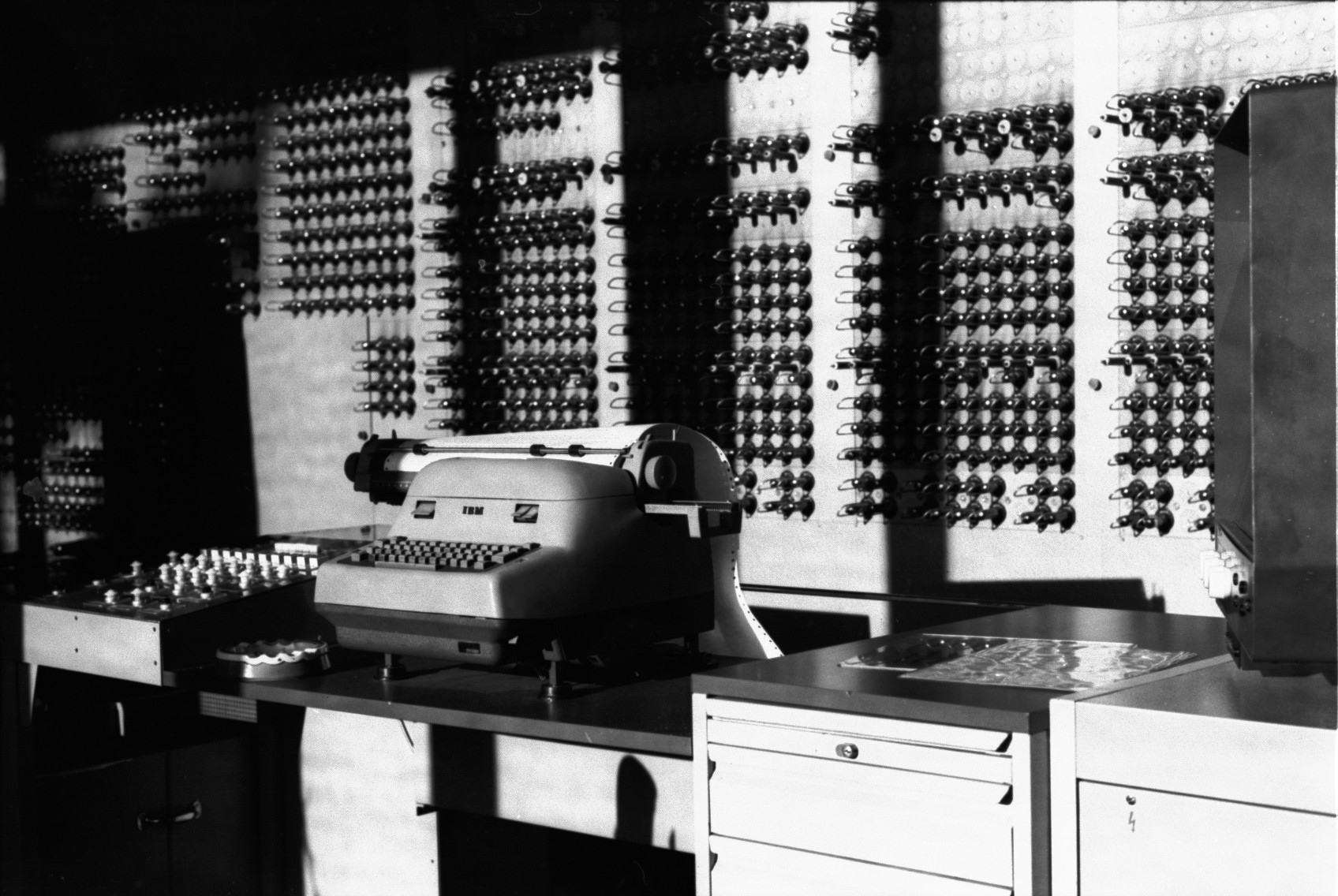
G3

Das Max-Planck-Institut wurde 1958 nach München verlegt und in „Max-Planck-Institut für Physik und Astrophysik“ umbenannt, die Abteilung Astrophysik wurde 1979 als eigenständiges Max-Planck-Institut für Astrophysik in Garching bei München angesiedelt. Billing zog mit und wurde im Jahr 1961 zum „Wissenschaftlichen Mitglied“ der Max-Planck-Gesellschaft berufen. Billing wurde am 26. Juli 1967 zum Honorarprofessor für Informatik an der Friedrich-Alexander-Universität Erlangen-Nürnberg bestellt. 1968 wurde Billing Vorsitzender des neu gegründeten Beratenden Ausschusses für Rechenanlagen in der Max-Planck-Gesellschaft (BAR) Er blieb dies bis 1986 und gehörte dem Gremium bis 1998 an.
1993 wurde der Heinz-Billing-Preis zur Förderung des wissenschaftlichen Rechnens von der Heinz-Billing-Vereinigung zur Förderung des wissenschaftlichen Rechnens e. V., einem innerhalb der Max-Planck-Gesellschaft (MPG) gegründeten Verein, unter dem Leitmotiv „EDV als Werkzeug der Wissenschaft“ ins Leben gerufen. Der Preis ist mit 5.000 Euro dotiert und wird alle zwei Jahre vergeben. Mit ihm sollen die Leistungen derjenigen anerkannt werden, die in zeitintensiver und kreativer Arbeit die notwendige Hard- und Software entwickeln, die für neue Vorstöße in der Wissenschaft unverzichtbar sind. Seit 2006 wird die Vergabe vom Stiftungsrat der Heinz-Billing-Stiftung der Max-Planck-Gesellschaft vorgenommen, dem Billing auch angehörte.
Als Hardware-Spezialist für Computerspeicherung, als 1961 berufenes wissenschaftliches Mitglied des Max-Planck-Institutes, als berufener Honorarprofessor der Universität Erlangen-Nürnberg seit 1967, als wissenschaftlicher Leiter des Fachausschusses für Tagungen von Industrie und Hochschulen, als Mitbegründer und langjähriger Mitarbeiter der Fachzeitschrift „Elektronische Rechenanlagen“ und als Mitinitiator für die Schaffung erstmals einheitlicher Begriffe, einheitlicher Lehrbücher für: „Computer“ und „Informatik“ sowie als Begleiter der Münchener Messegesellschaft bei Ausstellungen und internationalen Kongressen über Mikroelektronik tat Billing auch alles in seinen Kräften Stehende, um das entscheidende Hindernis, im Weltmaßstab mit Schritt zu halten, abzubauen.
Billings wissenschaftlicher Schwerpunkt war seit 1970 die Erforschung von Gravitationswellen (Kräuselungen der Raumzeit). Er konstruierte eine Reihe von Laserantennen, um diese Wellen nachweisen zu können. Dabei wurden interferometrische Methoden eingesetzt. Zur Gravitationsphysik kam Billing, als er Anfang der 1970er-Jahre versuchte, die Messungen von Gravitationswellen zu reproduzieren, wie sie der amerikanische Physiker Joseph Weber behauptete. Billing und sein Team wiederholten die Messung mit maßgetreuen Nachbauten und führten zusammen mit einem gleichartigen Zylinder-Projekt in Frascati die längste und damals empfindlichste Koinzidenzmessung durch. Webers Messungen wurden dabei eindeutig widerlegt. 1975 griff Billing den Vorschlag vom späteren Nobelpreisträger Rainer Weiss vom Massachusetts Institute of Technology (MIT) auf, Laser-Interferometer für die Messung von Gravitationswellen einzusetzen. Ab 1980 ließ Billing in Garching bei München ein solches Gerät mit einer Armlänge von 30 Metern bauen. Ohne diesen Prototyp und die daran gewonnenen Erkenntnisse wäre das Projekt LIGO zur damaligen Zeit sicher noch nicht entstanden, bestätigte Rainer Weiss 2013. Billings Emeritierung im Jahr 1982 war nicht das Ende seines Einflusses auf die Arbeit an den Gravitationswellen. Denn insbesondere die erfolgreichen, unter ihm gestarteten Experimente, und die in den frühen 1980er-Jahren erreichten Empfindlichkeiten führten zum ersten Vorschlag für den Bau eines deutschen Gravitationswellen-Detektors mit einer Armlänge von drei Kilometern. Mitte der 1990er-Jahre begann schließlich der Bau von Gravitationswellendetektoren in Deutschland (GEO600), den USA (LIGO), Italien (Virgo) und Japan (TAMA). Die deutsch-britische GEO-Kollaboration ist mittlerweile weltführend in der Entwicklung neuer Detektortechnologie. Beispielsweise gehören die für GEO600 entwickelten Laser-Systeme zu den Kernkomponenten der nächsten Generation der US-amerikanischen LIGO-Detektoren.
Wenige Wochen vor seinem 100. Geburtstag kam die Nachricht, dass Gravitationswellen möglicherweise durch Forscher des Harvard-Smithsonian Center for Astrophysics (CfA) nachgewiesen wurden. Doch das erwies sich später als Irrtum. Der größte Wunsch seines langen Forscherlebens ging Billing erst mit 101 Jahren als Krönung seines Lebenswerks in Erfüllung – die erste direkte Messung von Gravitationswellen am 14. September 2015 durch Forscher am LIGO, der Detektoranlage in den USA. „Ich bleibe so lange am Leben, bis sie diese Gravitationswellen gefunden haben“, sagte er einmal einem früheren Münchner Kollegen. Das hat tatsächlich funktioniert. Für den direkten Nachweis dieser Gravitationswellen haben die Forscher Rainer Weiss, Barry C. Barish und Kip S. Thorne vom LIGO-Detektor am 3. Oktober 2017 den Nobelpreis für Physik erhalten. Auch daran hat Billing einen großen Anteil.
„Billing muss nicht nur als deutscher Computerpionier in einem Atemzug mit Konrad Zuse genannt werden, er hat sich seit Anfang der 1970er-Jahre auch intensiv mit der Erforschung der Gravitationswellen befasst. In jedem Fall war Heinz Billing beides, Computerpionier und Gravitationswellenpionier. Seine Beiträge zu Computern sind sicher vergleichbar mit denen von Konrad Zuse. Ohne seine Arbeit wären Projekte, wie der britisch-deutsche Gravitationswellendetektor bei Hannover (GEO600) und das US-amerikanische Laser-Interferometer Gravitationswellen-Observatorium (LIGO) nicht möglich gewesen“, betonte Karsten Danzmann, Direktor am Max-Planck-Institut für Gravitationsphysik (Albert-Einstein-Institut) und Professor an der Gottfried Wilhelm Leibniz Universität Hannover anlässlich des 100. Geburtstages von Billing im Jahr 2014.
Nachdem der Salzwedeler Mark Bluhm (CDU) im Jahre 2008/2009 mehrere Berichte über Billing geschrieben hatte und diesen für jegliche Ehrungen der Stadt Salzwedel bis zur Ehrenbürgerschaft vorschlug, beantragte die FDP-Stadtratsfraktion im Jahre 2013, Billing zum Ehrenbürger seines Geburtsortes Salzwedel zu ernennen. Auf der Sitzung des Stadtrates am 12. Juni 2013 wurde beschlossen, Billing die Ehrenbürgerschaft zu verleihen. Die Verleihung der Ehrenbürgerwürde fand im Rahmen einer Feierstunde in Salzwedel am 9. August 2013 statt, bei der sich Billing auch ins Goldene Buch der Stadt Salzwedel eintragen durfte. Darüber hinaus wurde er zum Ehrenmitglied der Vereinigung der Ehemaligen des Jahn-Gymnasiums zu Salzwedel ernannt.
Auf Vorschlag und Initiative von Mark Bluhm wurde Billing im Jahre 2015 das Bundesverdienstkreuz 1. Klasse der Bundesrepublik Deutschland verliehen. Bundespräsident Joachim Gauck war der Empfehlung des Bayerischen Ministerpräsidenten Horst Seehofer aufgrund der Anregung von Bluhm gefolgt und hatte der Verleihung mit Urkunde vom 27. Mai 2015 zugestimmt. Der Verdienstorden wurde ihm aus gesundheitlichen Gründen in seinem Hause in Garching am 8. Oktober 2015 durch die stellvertretende Ministerpräsidentin des Freistaates Bayern und Bayerische Staatsministerin für Wirtschaft und Medien, Energie und Technologie, Ilse Aigner, im Rahmen eines feierlichen Festakts überreicht.
Am 29. September 2016 wurde Billing die Goldene Verdienstmedaille der Universitätsstadt Garching durch den Bürgermeister Dietmar Gruchmann verliehen, deren ältester Bürger er war.
Billing lebte bis zu seinem Tod mehr als 40 Jahre in Garching. Dort starb er im Januar 2017 im Alter von 102 Jahren.

## Auszeichnungen und Ehrungen
- Aufnahme in die Wall of Fame im Heinz Nixdorf MuseumsForum (HNF) in Paderborn, dem größten Computermuseum der Welt
- 1987 Konrad-Zuse-Medaille für seine Verdienste um die Informatik, insbesondere für die Entwicklung des Magnettrommelspeichers. Die Konrad-Zuse-Medaille erhielt Billing als Erster.
- 2006 Bayerischer Maximiliansorden für Wissenschaft und Kunst. Der Maximiliansorden wird in Anerkennung für herausragende Leistungen auf den Gebieten von Wissenschaft und Kunst verliehen und ist eine besonders hohe staatliche Ehrung und die höchste Auszeichnung des Freistaates Bayern.
- 2013 Verleihung der Ehrenbürgerschaft der Hansestadt Salzwedel
- 2015 Bundesverdienstkreuz 1. Klasse des Verdienstordens der Bundesrepublik Deutschland
- 2016 Goldene Verdienstmedaille der Universitätsstadt Garching b. München

## Veröffentlichungen
- Ein Interferenzversuch mit dem Lichte eines Kanalstrahles. J. A. Barth, Leipzig 1938.
- mit Wilhelm Hopmann: Mikroprogramm-Steuerwerk. In: Elektronische Rundschau. Heft 10, 1955.
- mit Albrecht Rüdiger: Das Parametron verspricht neue Möglichkeiten im Rechenmaschinenbau. In: eR – Elektronische Rechenanlagen. Band 1, Heft 3, 1959.
- Lernende Automaten. Oldenbourg Verlag, München 1961.
- Die im MPI für Physik und Astrophysik entwickelte Rechenanlage G3. In: eR – Elektronische Rechenanlagen. Band 5, Heft 2, 1961.
- Magnetische Stufenschichten als Speicherelemente. In: eR – Elektronische Rechenanlagen. Band 5, Heft 6, 1963.
- Schnelle Rechenmaschinenspeicher und ihre Geschwindigkeits- und Kapazitätsgrenzen. In: eR – Elektronische Rechenanlagen. Band 5, Heft 2, 1963.
- mit  Albrecht Rüdiger und Roland Schilling: BRUSH – Ein Spezialrechner zur Spurerkennung und Spurverfolgung in Blasenkammerbildern. In: eR – Elektronische Rechenanlagen. Band 11, Heft 3, 1969.
- Zur Entwicklungsgeschichte der digitalen Speicher. In: eR – Elektronische Rechenanlagen. Band 19, Heft 5, 1977.
- A wide-band laser interferometer for the detection of gravitational radiation. progress report, Max-Planck-Institut für Physik und Astrophysik, München 1979.
- Die Göttinger Rechenmaschinen G1, G2, G3. In: Entwicklungstendenzen wissenschaftlicher Rechenzentren, Kolloquium, Göttingen. Springer, Berlin 1980, ISBN 3-540-10491-7.
- The Munich gravitational wave detector using laser interferometry. Max-Planck-Institut für Physik und Astrophysik, München 1982.
- Die Göttinger Rechenmaschinen G1, G2 und G3. In: MPG-Spiegel. 4, 1982.
- Meine Lebenserinnerungen. Selbstverlag, 1994.
- Ein Leben zwischen Forschung und Praxis. Selbstverlag F. Genscher, Düsseldorf 1997.
- Fast memories for computers and their limitations regarding speed and capacity (Schnelle Rechenmaschinen- speicher und ihre Geschwindigkeits- und Kapazitätsgrenzen). In: IT – Information Technology. Band 50, Heft 5, 2008.